# Hansjörg Männel
Hansjörg Männel (* 27. März 1907 in Halbendorf/Spree; † nach 1944) war ein deutscher Volkswirt und Funktionär der NSDAP.

## Leben

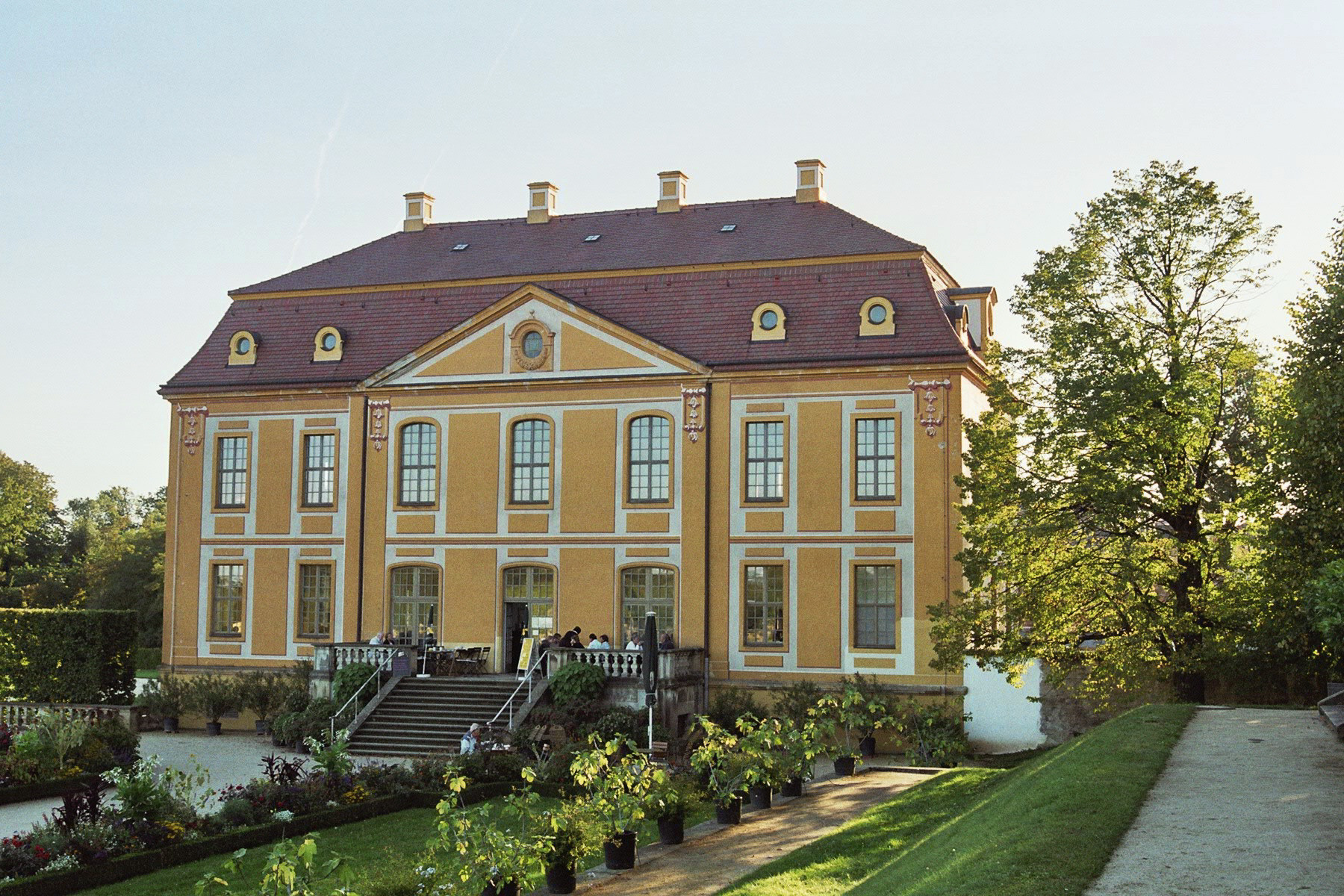
Friedrichschlösschen – ab 1934 Dienstsitz von Hansjörg Männel

Er war der Sohn des königlich-sächsischen Oberförsters Hans-Georg Männel und dessen Ehefrau Helene geborene Uhlemann und wurde in der Oberförsterei in Halbendorf/Spree geboren. Nachdem er von 1916 bis 1934 das Real-Reformgymnasium in Löwenberg in Schlesien und die Oberrealschule in Dresden besucht hatte, studierte er Volkswirtschaft. Neben seinem Abschluss als Diplom-Volkswirt promovierte er 1934 zum Dr. rer. pol. Das Thema seiner Dissertation lautete Die grundsätzliche Kritik der Öffentlichkeit an den Osthilfemaßnahmen und -projekten (bis zur nationalsozialistischen Revolution). 
Männel war bereits zum 12. Juni 1925 der NSDAP beigetreten (Mitgliedsnummer 7.379) und wurde ab Juli 1934 Leiter der neugegründeten Gauführerschule II. Diese befand sich im Friedrichschlösschen im Barockgarten Großsedlitz in Heidenau-Großsedlitz. Außerdem war er Referent für politische Schulung im Stab der SA-Gruppe Sachsen. Als solcher beteiligte sich Hansjörg Männel u. a. an öffentlichen Vorlesungen der Verwaltungsakademie Dresden, die im Zeunerbau der Technischen Universität Dresden stattfanden und sprach auch in der Zweiganstalt Bautzen dieser Akademie.
Zu Männels Hauptwerk wurde die Politische Fibel. Richtlinien für die politisch-weltanschauliche Schulung in der SA, die von 1934 bis 1944 in 201.000 Exemplaren gedruckt worden ist. Sie verfügten über ein Vorwort des sächsischen Gauschulungsleiters Werner Studentkowski. Dieses Buch kam 1946 auf die Liste der auszusondernden Literatur, herausgegeben von der Deutschen Verwaltung für Volksbildung in der Sowjetischen Besatzungszone.
1935 trug Hansjörg Männel in der SA den Titel Sturmhauptführer. 1944 lebte er in Berlin.

## Schriften (Auswahl)
- Die grundsätzliche Kritik der Öffentlichkeit an den Osthilfemaßnahmen und -projekten (bis zur nationalsozialistischen Revolution), Risse-Verlag, Dresden 1934.
- Politische Fibel. Richtlinien für die politisch-weltanschauliche Schulung in der SA, Leipzig 1934 ff.
- Plan für die Schulungen in Ferienlagern. In: BAB NS 12/1419, 1935.
- Politische Fibel. Richtlinien für die politisch-weltanschauliche Schulung in der SA, Berlin o. J. [1944].
- Der Gründer Großdeutschlands. In: Salzburger Volksblatt vom 23. März 1938, S. 1f.